# Боумонт, Крис
Кристофер Пол Боумонт (англ. Christopher Paul Beaumont; 5 декабря 1965, Шеффилд, Англия) — английский футболист, играющий на позиции полузащитника.

## Карьера
Крис родился в Шеффилде и начал свою карьеру в клубе «Денаби Юнайтед». В 1988 году Боумонт перешёл в «Рочдейл», но провёл лишь один сезон. Следующим клубом Криса стал «Стокпорт Каунти», за который он сыграл 300 игр, и привлёк внимание клуба «Честерфилд», и, спустя семь лет, Крис перешёл в клуб из одноимённого города. В этом клубе он достиг наиболее значимых вех в своей карьере: несколько кубковых полуфиналов, игра во втором дивизионе. В 2001 году Боумонт покинул команду и перешёл в свой последний клуб «Оссет Таун». После завершения карьеры Крис работал почтальоном, а затем завучем в школе Ньюфилд.